# Robert Ross

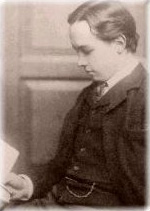
Robert Ross aos 24 anos de idade, c. 1893.

Robert Baldwin Ross (Tours, Centro-Vale do Loire, França, 25 de maio de 1869 — Londres, 5 de outubro de 1918) foi um jornalista, crítico de arte e negociante cultural canadense-britânico, mais conhecido por seu relacionamento com Oscar Wilde, de quem era amante e testamenteiro literário.
Neto do líder reformista canadense Robert Baldwin, filho do político e jurista John Ross e de Augusta Elizabeth Baldwin, Robert Ross foi uma figura central na cena literária e artística de Londres de meados da década de 1890 até sua morte precoce, e também era mentor de várias figuras literárias, incluindo Siegfried Sassoon.
Sua homossexualidade aberta, em um período em que os atos homossexuais masculinos eram ilegais durante a sociedade vitoriana puritana, trouxe-lhe muitas dificuldades.

## Biografia

### Família

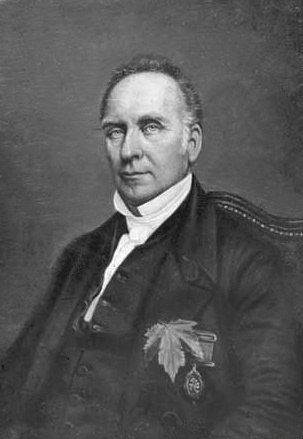
Robert Baldwin, avô de Ross.

Robert Ross, também chamado de Robbie Ross, nasceu em Tours, França. Sua mãe, Elizabeth Baldwin, foi a filha mais velha de Robert Baldwin, considerado jurista e político de Toronto que, que na década de 1840, junto com seu parceiro político Louis Hippolyte Lafontaine, levou o Canadá à autonomia da Grã-Bretanha. O pai de Ross, John Ross, foi um baldwinista e advogado de Toronto com carreira política de sucesso, servindo como Procurador-Geral do Alto Canadá, Advogado-Geral, Orador do Conselho Legislativo, Presidente do Conselho Legislativo, Diretor e, por um tempo, Presidente do Grand Trunk Railway, e senador canadense. John Ross tornou-se presidente do Senado em 1869.
Robbie era o caçula de cinco filhos, com duas irmãs, Mary e Maria, e dois irmãos, John e Alexander. A família mudou-se para Tours, França, em 1866, enquanto Elizabeth estava grávida de Maria, que nasceu em 1867, ano da Confederação Canadense. John cumpriu suas funções como senador em grande parte à revelia, até ser escolhido como presidente do Senado em 1869, o ano do nascimento de Robbie, tornando seu retorno ao Canadá inevitável. O resto da família o seguiu em 1870. John morreu em janeiro de 1871 e Elizabeth mudou-se com a família para Londres, Inglaterra, no mês de abril seguinte.

### Em Cambridge
Em 1888, Ross foi aceito no King's College, Cambridge, onde tornou-se vítima de bullying, provavelmente por conta de sua sexualidade, a qual ele não fazia nenhum segredo, e também pela franqueza de seu jornalismo no jornal universitário. Um exemplo tácito disso é que pegou pneumonia após ser mergulhado numa fonte por um número de estudantes que, segundo o próprio Ross, recebiam total apoio do professor Arthur Augustus Tilley. Depois de se recuperar, lutou por um pedido de desculpas de seus colegas estudantes, o que recebeu, mas também pediu a demissão de Tilley. A faculdade se recusou a punir Tilley (embora ele tenha renunciado ao cargo de Tutor Júnior) e Ross desistiu. Logo depois disso, ele optou por "revelar sua sexualidade" aos pais.

### Oscar Wilde

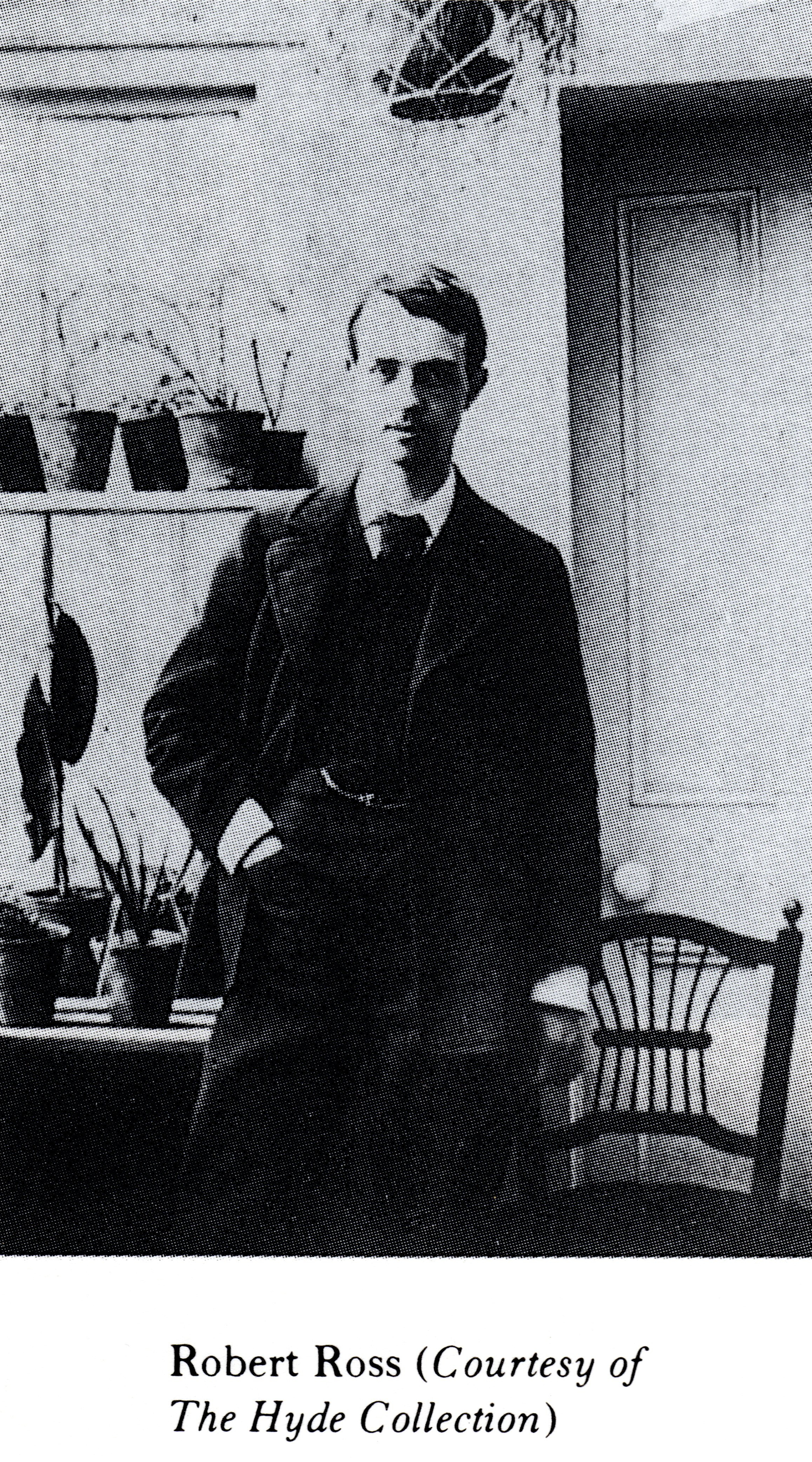
Robert Ross

Ross logo encontrou trabalho como jornalista e crítico, mas não escapou do escândalo. Acredita-se que ele se tornou o primeiro amante masculino de Oscar Wilde em 1886, antes mesmo de entrar para Cambridge. Em 1893, alguns anos antes da prisão de Wilde por homossexualidade, Ross teve um relacionamento sexual com um rapaz de 16 anos de idade (já praticamente considerado adulto na sociedade do século XIX), filho de amigos, que confessou a seus pais que tinha se envolvido em atividades sexuais com Ross, admitindo também um lance sexual com Lord Alfred Douglas, que era convidado frequente na casa de Ross. Depois de muitos encontros com os advogados, os pais foram persuadidos a não irem à polícia, já que naquela época o filho poderia ser visto como igualmente "culpado", podendo até mesmo ir para a prisão.
Em 1º de março de 1895, Wilde, Douglas e Ross abordaram o advogado Charles Octavius Humphreys com a intenção de processar John Douglas, 9.º Marquês de Queensberry, pai de Douglas, por difamação criminal. O Marquês alegava que Wilde e Douglas tinham envolvimento homossexual, o que era considerado crime naquele país na Era vitoriana. Humphreys solicitou um mandado de prisão de Queensberry e requisitou os advogados Sir Edward Clarke e Charles Willie Mathews para representarem Wilde. Seu filho Travers Humphreys foi advogado júnior da acusação no caso subsequente de Wilde vs. Queensbury.
Wilde perdeu a causa e o juiz Alfred Wills o sentenciou a dois anos de prisão com trabalhos forçados por "indecência grosseira" na lei da sodomia. Ross, junto a Reginald Turner, encontrando Wilde no Cadogan Hotel, aconselharam-no a pegar um barco-trem (comboio) para que Wilde fosse para a França, mas ele não aceitou e sua mãe pediu para ele ficar e lutar: "O trem partiu, é tarde demais", ele teria dito. De acordo com Javier de Isusi, ilustrador espanhol que publicou em 2019 La Divina Comedia de Oscar Wilde (A Divina Comédia de Oscar Wilde), um trabalho de mais de 300 páginas ao qual dedicou cinco anos, entre tarefas de pesquisa, roteiro e desenho, tendo, inclusive, desenhado o julgamento de Wilde e uma cena real de um longo passeio de Wilde com Ross em que ambos paravam em todos os cafés do trajeto para tomar absinto, "Alguém como Wilde, com um conceito da vida tão teatral, assumiu que seu personagem tinha que viver esse castigo, embora nunca imaginasse até que ponto seria difícil". No julgamento, em diálogo com o promotor, Wilde, defendendo-se, notavelmente falou a respeito do "amor que não ousa dizer seu nome", frase dum poema de Douglas, "Two Loves" ("Dois Amantes"), uma metáfora à homossexualidade.
Após a chocante prisão de Wilde em 1895, Ross foi para o exterior, mas logo voltou para oferecer apoio financeiro e emocional ao autor durante seus anos finais. Ross permaneceu leal a Wilde, que empobrecia cada vez mais e tinha a reputação arruinada, sua esposa tendo retirado o sobrenome Wilde de seus dois filhos. Ross estava com ele quando Wilde morreu em 30 de novembro de 1900 em Saint-Germain-des-Prés, Paris, França.

### Após Oscar Wilde
Ross tornou-se o executor literário de Wilde, o que significava que ele tinha que rastrear e comprar os direitos de todos os textos do autor, que haviam sido vendidos junto com as posses de Wilde quando ele foi declarado falido. Também significava lutar contra o comércio desenfreado de cópias de seus livros no mercado clandestino e, em particular, livros, geralmente eróticos, que Wilde não escreveu, mas que foram publicados ilegalmente em seu nome. Ross foi auxiliado nesta tarefa por Christopher Sclater Millard, que compilou uma bibliografia definitiva dos escritos de Wilde. Ross deu aos filhos de Wilde os direitos de todas as obras de seu pai, juntamente com o dinheiro ganhado com sua publicação ou performance enquanto ele era executor. Em 1905, assistiu às primeiras apresentações na Inglaterra da peça Salomé de Wilde no Teatro Bijou. Um dos atores era Frederick Stanley Smith (1885-1953), com quem Ross teve um relacionamento.

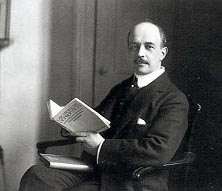
Robert Baldwin Ross em 1911, início do século XX.

Ross produziu a edição definitiva das obras de Wilde em 1908. Foi Ross quem denominou de De Profundis a longa carta de Wilde na prisão na primeira edição expurgada de 1905. Ao ser solto, Wilde havia dado o manuscrito a Robert Ross, que pode ou não ter seguido as instruções de Wilde de enviar uma cópia a Douglas (que mais tarde negou tê-la recebido). A publicação completa e correta ocorreu pela primeira vez em 1962 em The Letters of Oscar Wilde, já que a edição de Ross expurgava todas as referências a Douglas, expandindo-a um pouco para uma edição das obras coletadas de Wilde em 1908, e então doando-a ao Museu Britânico com o entendimento de que não se tornaria pública até 1960. Em 1949, um dos filhos de Wilde, Vyvyan Holland, publicou De Profundis novamente, incluindo partes anteriormente omitidas, mas contando apenas com um texto datilografado e defeituoso que lhe foi legado por Ross, contendo muitos erros, inclusive de digitação, "melhorias" adicionadas por Ross e outras omissões inexplicáveis.
Ross também foi responsável por encomendar ao escultor Jacob Epstein a produção da escultura que agora é vista na tumba de Wilde, solicitando também que fosse feito um pequeno compartimento para suas próprias cinzas, que, de fato, acabaram sendo transferidas à tumba de WIlde em 1950. Como resultado de sua inquebrantável fidelidade a Wilde mesmo após a morte do amante e amigo, Ross foi vingativamente perseguido por Lord Alfred Douglas, que, tendo no século XX supostamente se convertido ao catolicismo e renegado seu passado com Wilde, repetidamente tentou prendê-lo e julgá-lo por comportamento homossexual.
De 1901 a 1908, em parceria pessoal e profissional com More Adey, Ross gerenciou a Carfax Gallery, uma pequena galeria comercial em Londres co-fundada por John Fothergill e o artista William Rothenstein. A Galeria Carfax realizou exposições de obras de artistas como Aubrey Beardsley (que havia sido do círculo social de Wilde), William Blake (um dos artistas favoritos ou o favorito de Ross) e John Singer Sargent. Depois de deixar a Carfax, Ross trabalhou como crítico de arte para o jornal The Morning Post.
Durante a Primeira Guerra Mundial, Ross foi mentor de um grupo de jovens, principalmente homossexuais, poetas e artistas, que incluía Siegfried Sassoon e Wilfred Owen. Também tornou-se amigo íntimo dos dois filhos de Wilde, Vyvyan Holland e Cyril Holland.
No início de 1918, durante a Ofensiva da Primavera alemã, Noel Pemberton Billing, membro de direita do Parlamento, publicou um texto intitulado "O Culto do Clitóris" ("The Cult of the Clitoris"), que causou escândalo nacional, e no qual acusava membros do círculo de Ross de estarem entre os 47.000 homossexuais que "traíam" a nação aos alemães (recentemente, jornais ingleses associaram o texto de Billing às "fake news" da direita do século XXI). Maud Allan, atriz que interpretou Salomé de Wilde numa montagem autorizada por Ross e bem-sucedida, que a tornou famosa, foi também acusada como uma "espiã lésbica" e membro do "culto". Ela processou Billing por difamação, sem sucesso. O incidente trouxe embaraçosa atenção para Ross e seus associados.
Um tempo depois, em 1918, Ross se preparava para viajar a Melbourne para abrir uma exposição na National Gallery of Victoria, quando morreu repentinamente em Londres.
Em 1950, no 50º aniversário da morte de Wilde, as cinzas de Ross foram colocadas na tumba de Wilde no Cemitério do Père-Lachaise em Paris, conforme seu desejo.

## A obra de Ross

### Enquanto leitor e escritor
Contando com uma mesada e depois com uma herança de sua rica família, Ross tinha liberdades para seguir seus interesses. Sua principal contribuição para a literatura reside em seu trabalho, não apenas como executor de Wilde, mas também, anteriormente, como um leitor amigável mas crítico de muitos dos textos de Wilde. Ele frequentemente sugeria mudanças e melhorias. Também tentou ser escritor, fornecendo uma introdução à peça Salomé, que ainda é publicada em muitas edições.
Seu livro Masques and Phases (Máscaras e Fases, 1909) é uma coletânea de contos e resenhas publicados anteriormente.

### Crítico de arte
Enquanto crítico de arte, Ross era próximo e amigo de William Rothenstein, com quem expôs Aubrey Beardsley, John Singer Sargent e outros na Galeria Carfax em Londres durante os anos iniciais do século XX, tendo preferência por William Blake. Em postura hoje datada, teve ressalva aos pintores pós-impressionistas, quando estes começaram a ser amplamente divulgados pela primeira vez. Quando, por exemplo, Roger Fry realizou a polêmica exibição de artistas pós-impressionistas em 1910, em que o público de Londres pôde pela primeira vez examinar obras de Cézanne, Van Gogh, Gauguin e Picasso, Ross insinuou imediatamente que o que esses pintores estavam fazendo era mais ou menos análogo ao que Guy Fawkes da Conspiração da Pólvora (em 1605) havia planejado para as Casas do Parlamento, revelando a existência, segundo ele, de "uma trama generalizada para destruir toda a estrutura da pintura europeia", e chamou o quadro Campo de Trigo com Corvos (1890), de Van Gogh — hoje uma de suas pinturas mais conhecidas e admiradas —, de "os delírios visualizados de um adulto maníaco".

## Retratos culturais

### Na literatura
O protagonista Robert Ross do romance The Wars (As Guerras, 1977), de Timothy Findley, foi assim nomeado em homenagem ao Ross real. O Robert Ross histórico também aparece em outro romance de Findley, Pilgrim.

### No cinema
Foi representado no cinema, até agora, por Dennis Price no filme Oscar Wilde (1960), por Emrys Jones em Os Julgamentos de Oscar Wilde (1960), por Michael Sheen no filme Wilde (1997) e por Edwin Thomas em O Príncipe Feliz (2018).

## Biografias sobre Robert Ross
Há três biografias principais sobre a vida de Rossː
- Robbie Ross (2000), de Jonathan Fryer.
- Wilde's Devoted Friend (1990), de Maureen Borland.
- The Secret Life of Oscar Wilde (2003), de Neil McKenna.